# Brytyjski Instytut Filmowy

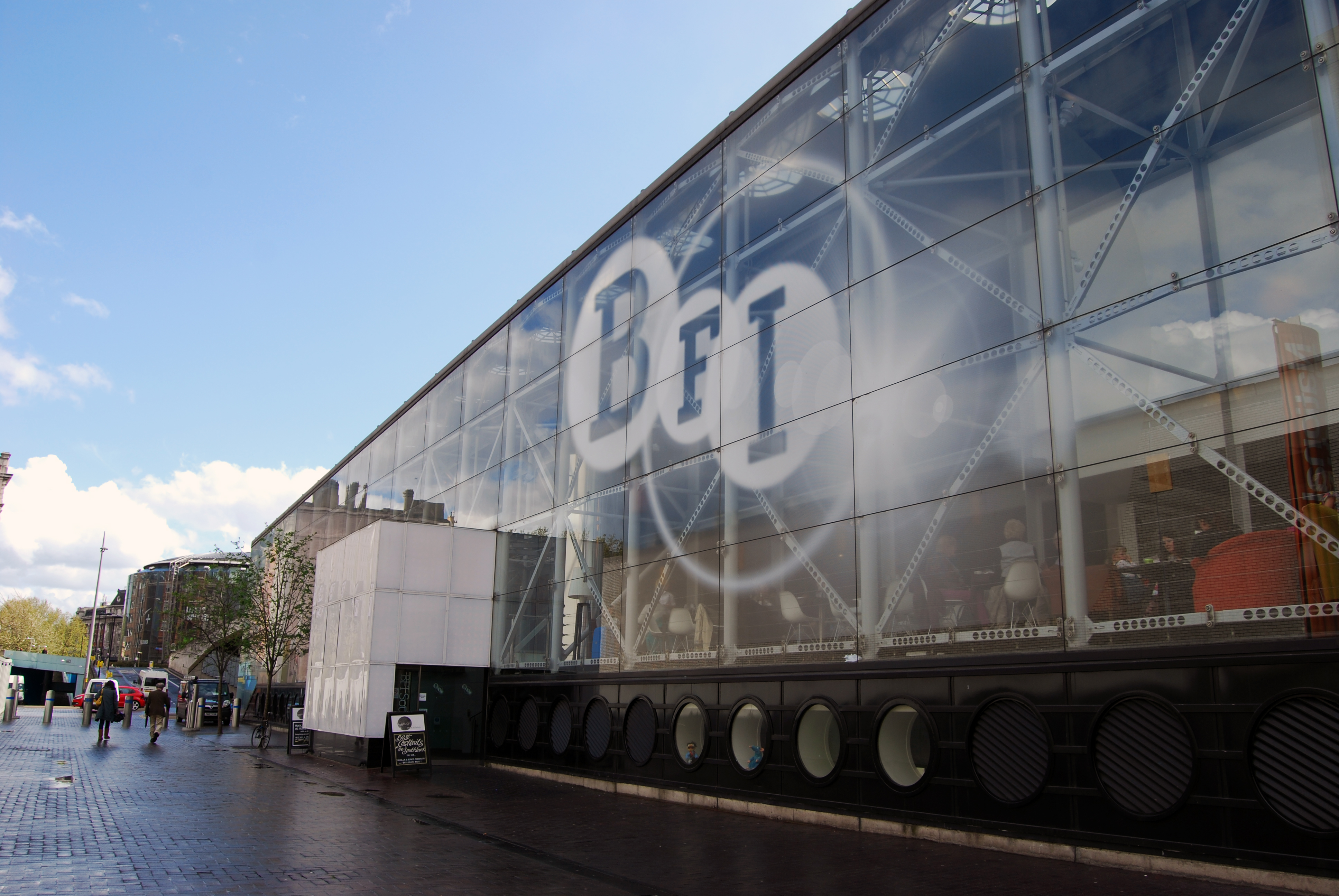
BFI Southbank (2012)

Brytyjski Instytut Filmowy (ang. British Film Institute, BFI) – brytyjska organizacja charytatywna założona w celach:
- pobudzania rozwoju sztuki filmowej i telewizji na obszarze Zjednoczonego Królestwa;
- krzewienia użytku sztuki filmowej w kierunku utrwalenia współczesności i współczesnych zwyczajów;
- promowania edukacji filmowej i wpływu filmu, telewizji na społeczeństwo;
- upowszechniania dostępu i zrozumienia brytyjskiego i światowego kina w możliwie najszerszym zakresie;
- stworzenia, opieki i rozwoju kolekcji odzwierciedlających historię sztuki filmowej i dziedzictwa filmowego w Wielkiej Brytanii.